# Atualismo geológico
Atualismo geológico  é uma teoria segundo a qual as transformações morfológicas da crosta terrestre no passado se deveram a fenômenos análogos aos que se observam na atualidade. É um princípio que da base ao Uniformitarismo, assim como ao Catastrofismo, porém diferindo entre si, quanto ao grau de intensidade dos fenômenos geológicos.